# Andrea Kunsemüller
Andrea Kunsemüller (* 25. Dezember 1947 in Bad Lauterberg) ist eine dänische Journalistin und Autorin.

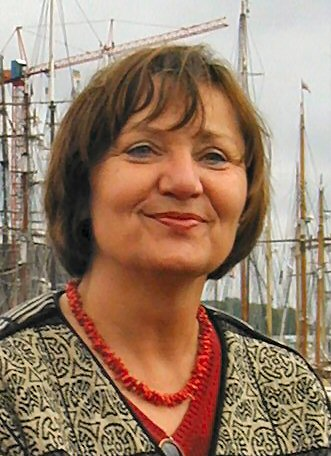
Andrea Kunsemüller

## Leben und Werk
Andrea Kunsemüller wohnt in Egernsund/Ekensund (Dänemark). Nach dem Abitur am Deutschen Gymnasium für Nordschleswig in Apenrade absolvierte sie ein Volontariat bei der Tageszeitung Der Nordschleswiger und an Danmarks Journalisthøjskole Aarhus. Ab 1967 war sie Redakteurin beim Toronto-Courier in Toronto, Kanada, ab 1972 Redakteurin und freie Mitarbeiterin beim Norddeutschen Rundfunk im NDR-Studio Flensburg, in Berlin beim Sender Freies Berlin (SFB), in Stuttgart beim Süddeutschen Rundfunk und in Hamburg beim Norddeutschen Rundfunk arbeitete sie als Rundfunk- und Fernsehjournalistin mit den Schwerpunkten: Psychologie, Kultur und Gesellschaft. Sie war die erste Frau in der politischen Redaktion des SFB. 1987 wurde sie Künstlerische Leiterin der Nordischen Filmtage Lübeck, 1994 Geschäftsführerin der MSH Gesellschaft zur Förderung audiovisueller Werke in Schleswig-Holstein GmbH. 2001 kehrte sie nach Nordschleswig zurück und arbeitete als Kommunikationschefin der Deutschen Minderheit in Dänemark. Von 2002 bis 2007 war sie Leiterin des Regionskontors der Region Sønderjylland-Schleswig für deutsch-dänische Zusammenarbeit. Seit 2008 arbeitet sie als freie Journalistin und Autorin. 
2016/2017 machte sie eine Ausbildung zur Märchenerzählerin bei Klaus Dörre, Angeln. 
Andrea Kunsemüller ist Autorin, Märchenerzählerin und Herausgeberin verschiedener Publikationen.

## Schriften
- mit Marianne Meinhold: Von der Lust am Älterwerden. Fischer, Frankfurt am Main 1978, ISBN 3-596-23702-5.
- mit Marianne Meinhold: Es muß nicht immer Trennung sein. Fischer, Frankfurt am Main 1982, ISBN 3-596-23824-2.
- Das zweite Glück. Mosaik, München 1986, ISBN 87-87481-40-5.
- Zehn Jahre Region Sønderjylland-Schleswig: Alltag und Visionen. Interview. In: Grenzfriedenshefte. 4/2007, ISSN 1867-1853, S. 259–270.

## Orden
- 2000: Bundesverdienstkreuz am Bande des Verdienstordens der Bundesrepublik
- 2004: Königlich-norwegischer Verdienstorden